# Национална галерија Ајвазовски
Национална уметничка галерија Ајвазовски је национални музеј уметности у Феодосији, Крим. Прву приватну изложбу је организовао Иван Ајвазовски у својој кући 1845. године. Изложба је обухватала његових 49 слика. 1880. године у кући је додата изложбена сала. Галерија је постала је трећи музеј у Руској империји, након Музеја Ермитаж и Третјаковске галерије. После смрти Ајвазовског 1900. године, град је постао власник галерије, како је назначено у његовом тестаменту.
Крајем 1920. године кућу је заузела тајна полиција Феодосије, ЧЕКА. Неколико слика је оштећено у то време.
Од 1922. године галерија је постала државни музеј у СССРа. Колекција се састоји од око 12 хиљада наутичких тематских радова, укључујући и највећу светску збирку радова Ивана Ајвазовског (417 слика). Изложбена галерија приказује радове Ајвазовског, његову породичну историју и историју галерије. Одвојена зграда (кућа Иванове сестре) представља митолошке и библијске слике, стране поморске слике из 18. и 19. века, као и Кимеријску школу сликарства.
1930. године испред главне зграде постављен је споменик Ајвазовском, од стране Илије Гинзбурга, са натписом "Феодосија за Ајвазовског".

## Галерија
- Портрет Ајвазовског, 1881
- Међу таласима, 1898
- Једрењак "Меркур" нападнут од стране два турска брода, 1892
- морска обала, 1868
- Италијански пејзаж (језеро Мађоре), Вече, 1858
- Битка код Чешме ноћу, 1848